# جيمي دبليو. فيبس
جيمي دبليو. فيبس (بالإنجليزية: Jimmy W. Phipps)‏ هو عسكري أمريكي، ولد في 1 نوفمبر 1950 في سانتا مونيكا في الولايات المتحدة، وتوفي في 27 مايو 1969 في فيتنام.